# Flórián Albert
Flórián Albert (Hercegszántó, Bács-Kiskun, 15 de septiembre de 1941-Budapest, 31 de octubre de 2011) fue un futbolista y entrenador húngaro. Jugó de delantero durante toda su carrera en el mismo club, el Ferencvárosi Torna Club, desde 1958 hasta 1974. Albert siempre destacó por su juego colectivo, por su gran pegada con ambas piernas y por su increíble visión de juego, además de ser un jugador muy deportivo; nunca recibió una tarjeta roja.
Como entrenador, también estuvo solo en un club, el Al-Ahly Benghazi de Libia, pero en dos etapas distintas. Fue nombrado mejor futbolista europeo del año en 1967, ganando el Balón de Oro. Albert falleció la mañana del 31 de octubre de 2011, después de haber sido hospitalizado dos semanas antes por problemas cardíacos y haber sido operado el 28 de octubre en un hospital de Budapest.

## Selección nacional
Fue internacional con la Selección de fútbol de Hungría, con la que jugó 75 partidos internacionales y anotó 31 goles. Con la selección de su país disputó varias competiciones internacionales. Fue uno de los goleadores de la Copa Mundial de Fútbol de 1962 al anotar 4 goles, empatando con Dražan Jerković, Garrincha, Vavá, Valentin Ivanov y Leonel Sánchez. También alcanzó la medalla de bronce en los Juegos Olímpicos de Roma 1960 junto con la selección húngara y jugó 2 mundiales, Chile 1962 e Inglaterra 1966.

### Participación en Copas del Mundo
| Mundial                        | Sede       | Resultado        | Partidos | Goles |
| ------------------------------ | ---------- | ---------------- | -------- | ----- |
| Copa Mundial de Fútbol de 1962 | Chile      | Cuartos de final | 4        | 4     |
| Copa Mundial de Fútbol de 1966 | Inglaterra | Cuartos de final | 4        | 0     |